# Sigurd Wallén
Pour les articles homonymes, voir Wallen (homonymie).
Sigurd Richard Engelbrekt Wallén, né le 1er septembre 1884 à Tierp (comté d'Uppsala) et mort le 20 mars 1947 à Stockholm, est un acteur, réalisateur, scénariste, monteur et metteur en scène suédois.

## Biographie

En 1914

Sigurd Wallén débute en 1905 au théâtre, auquel il contribue comme acteur et metteur en scène, notamment à Stockholm.
Au cinéma, il collabore à plus de cent films suédois, comme acteur, réalisateur, scénariste et accessoirement monteur (deux films), de 1911 jusqu'à sa mort en 1947 (à 62 ans).
Il apparaît entre autres dans Les Proscrits de Victor Sjöström (1918), Visage de femme de Gustaf Molander (1938) et Quand la chair est faible de Per Lindberg (1940), ces deux derniers avec Ingrid Bergman.
Il est le père du monteur Lennart Wallén (1914-1967), né de son mariage avec l'actrice Edith Wallén (sv) (1891-1960).

## Filmographie partielle
(comme acteur, sauf mention contraire ou complémentaire)
- 1911 : Blott en dröm (sv) de Anna Hofman-Uddgren (court métrage) : Carlsson
- 1917 : La Fille de la tourbière (Tösen från stormyrtorpet) de Victor Sjöström : un homme à la ferme
- 1917 : Alexandre le Grand de Mauritz Stiller : un serveur à l'hôtel
- 1918 : Les Proscrits (Berg Ejvind och hans hustru) de Victor Sjöström : un homme venant à la rencontre de Berg Ejvind
- 1919 : La Voix des ancêtres (Ingmarssönerna) de Victor Sjöström : un homme au sommet du Bergskog
- 1920 : Thora van Deken (sv) de John W. Brunius : un curieux à la gare
- 1923 : Friaren från landsvägen (sv) (+ réalisateur et scénariste) : Vagel
- 1924 : Halta Lena och vindögda Per (sv) (+ réalisateur et monteur) : Erik Österman
- 1928 : Janssons frestelse (sv) (+ réalisateur et scénariste) : un homme dans la file d'attente
- 1930 : Fridas visor (sv) de Gustaf Molander : Gyllberg
- 1932 : Lyckans gullgossar (sv) (+ réalisateur) : Carl Erik Jansson / Carl Erik Silverberg
- 1932 : Kärlek och kassabrist de Gustaf Molander
- 1932 : Vi som går köksvägen de Gustaf Molander
- 1932 : Svarta rosor de Gustaf Molander : Fernblom
- 1933 : Giftasvuxna döttrar (sv) (+ réalisateur et scénariste) : Fritz Lande
- 1935 : Le Conte du pont au moine (Munkbrogreven) d'Edvin Adolphson (+ coréalisateur) : Gurkan
- 1935 : Swedenhielms de Gustaf Molander : Erik Erikson
- 1935 : Ebberöds bank (sv) (+ réalisateur et scénariste) : Petter Wiggberg
- 1937 : Familjen Andersson (sv) (+ réalisateur) : Kalle Andersson
- 1938 : Sigge Nilsson och jag (sv) (+ réalisateur) : le recteur Wahlberg
- 1938 : Visage de femme (En kvinnas ansikte) de Gustaf Molander : Miller
- 1939 : Mot nya tider (sv) (+ réalisateur) : Kalle Lundgren
- 1940 : Karl för sin hatt (sv) de Schamyl Bauman : Algot Bergtröm
- 1940 : Ett brott (sv) d'Anders Henrikson : Hugo von Degerfelt
- 1940 : Kronans käcka gossar (sv) (+ réalisateur et scénariste) : le sergent-major
- 1940 : Quand la chair est faible (Juninatten) de Per Lindberg : le rédacteur en chef Johansson-Eldh « Smokey »
- 1941 : Nygifta (sv) (+ réalisateur) : M. Bergstrand Sr.
- 1941 : Livet går vidare (sv) d'Anders Henrikson : Dr Bolivar Garland
- 1942 : Rospiggar (sv) de Schamyl Bauman : Efraim Österman
- 1942 : Karusellen går (sv) (+ réalisateur) : Knut Lindberg
- 1943 : Natt i hamm de Hampe Faustman : Canada Eriksson
- 1943 : I mörkaste Småland (sv) de Schamyl Bauman : Johannes / le narrateur
- 1944 : Hemsöborna (sv) (+ réalisateur) : Rundqvist
- 1945 : Brott och straff (sv) de Hampe Faustman : Samiotov
- 1945 : Änkeman Jarl (sv) (+ réalisateur et scénariste) : Andreas Jarl
- 1946 : Saltstänk och krutgubbar (sv) de Schamyl Bauman : Ericsson
- 1946 : När ängarna blommar (sv) de Hampe Faustman : Hellman

## Théâtre (sélection)
(comme acteur, sauf mention contraire ou complémentaire)
- 1915 : The Silver Box (Silverasken) de John Galsworthy (Folkteatern (en), Stockholm) : l'avocat Roper
- 1928 : Pas sur la bouche (Inte på mun), opérette, musique de Maurice Yvain, livret d'André Barde (Vasateatern, Stockholm) : Faradel
- 1931 : No, No, Nanette, comédie musicale, musique de Vincent Youmans, paroles d'Irving Caesar et Otto Harbach, livret de ce dernier (Folkteatern, Stockholm ; metteur en scène)
- 1935 : Flickan i frack de Hjalmar Bergman (Vasateatern, Stockholm) : le recteur